# العلاقات الباهاماسية البلجيكية
العلاقات الباهاماسية البلجيكية هي العلاقات الثنائية التي تجمع بين باهاماس وبلجيكا.

## مقارنة بين البلدين
هذه مقارنة عامة ومرجعية للدولتين:
| وجه المقارنة                                              | باهاماس      | بلجيكا                                                                              |
| --------------------------------------------------------- | ------------ | ----------------------------------------------------------------------------------- |
| المساحة (كم2)                                             | 13.88 ألف    | 30.53 ألف                                                                           |
| عدد السكان (نسمة)                                         | 395.36 ألف   | 11.37 مليون                                                                         |
| الكثافة السكانية (ن./كم²)                                 | 28.48        | 372.42                                                                              |
| العاصمة                                                   | ناساو        | بروكسل                                                                              |
| اللغة الرسمية                                             | لغة إنجليزية | اللغة الهولندية، لغة فرنسية، اللغة الألمانية                                        |
| العملة                                                    | دولار بهامي  | يورو، فرنك بلجيكي                                                                   |
| الناتج المحلي الإجمالي (بليون دولار)                      | 12.16 مليار  | 492.68 مليار                                                                        |
| الناتج المحلي الإجمالي (تعادل القوة الشرائية) بليون دولار | 8.92 مليار   | 514.74 مليار                                                                        |
| الناتج المحلي الإجمالي الاسمي للفرد دولار أمريكي          | 22.82 ألف    | 40.32 ألف                                                                           |
| الناتج المحلي الإجمالي للفرد دولار أمريكي                 |              | 43.44 ألف                                                                           |
| مؤشر التنمية البشرية                                      | 0.790        | 0.890                                                                               |
| رمز المكالمات الدولي                                      | +1242        | +32                                                                                 |
| رمز الإنترنت                                              | .bs          | .be                                                                                 |
| المنطقة الزمنية                                           | 00           | توقيت وسط أوروبا، ت ع م+01:00، ت ع م+02:00، توقيت وسط أوروبا الصيفي، أوروبا/بروكسل ‏ |

## منظمات دولية مشتركة
يشترك البلدان في عضوية مجموعة من المنظمات الدولية، منها:
| علم المنظمة | اسم المنظمة                               | تاريخ انضمام باهاماس | تاريخ انضمام بلجيكا |
| ----------- | ----------------------------------------- | -------------------- | ------------------- |
|             | الاتحاد البريدي العالمي                   | ?                    | ?                   |
|             | مؤسسة التنمية الدولية                     | 23 يونيو 2008        | 2 يوليو 1964        |
|             | منظمة حظر الأسلحة الكيميائية              | ?                    | ?                   |
|             | الأمم المتحدة                             | 18 سبتمبر 1973       | 27 ديسمبر 1945      |
|             | وكالة ضمان الاستثمار متعدد الأطراف        | 4 أكتوبر 1994        | 18 سبتمبر 1992      |
|             | منظمة الشرطة الجنائية الدولية             | ?                    | ?                   |
|             | مؤسسة التمويل الدولية                     | 8 ديسمبر 1986        | 27 ديسمبر 1956      |
|             | الاتحاد الدولي للاتصالات                  | 19 أغسطس 1974        | 1866                |
|             | البنك الدولي للإنشاء والتعمير             | 21 أغسطس 1973        | 27 ديسمبر 1945      |
|             | الفريق المعني برصد الأرض                  | ?                    | ?                   |
|             | المركز الدولي لتسوية المنازعات الاستشارية | 18 نوفمبر 1995       | 26 سبتمبر 1970      |
|             | يونسكو                                    | 23 أبريل 1981        | 29 نوفمبر 1946      |

## وصلات خارجية
- موقع وزارة الخارجية البلجيكية